# Procès du singe

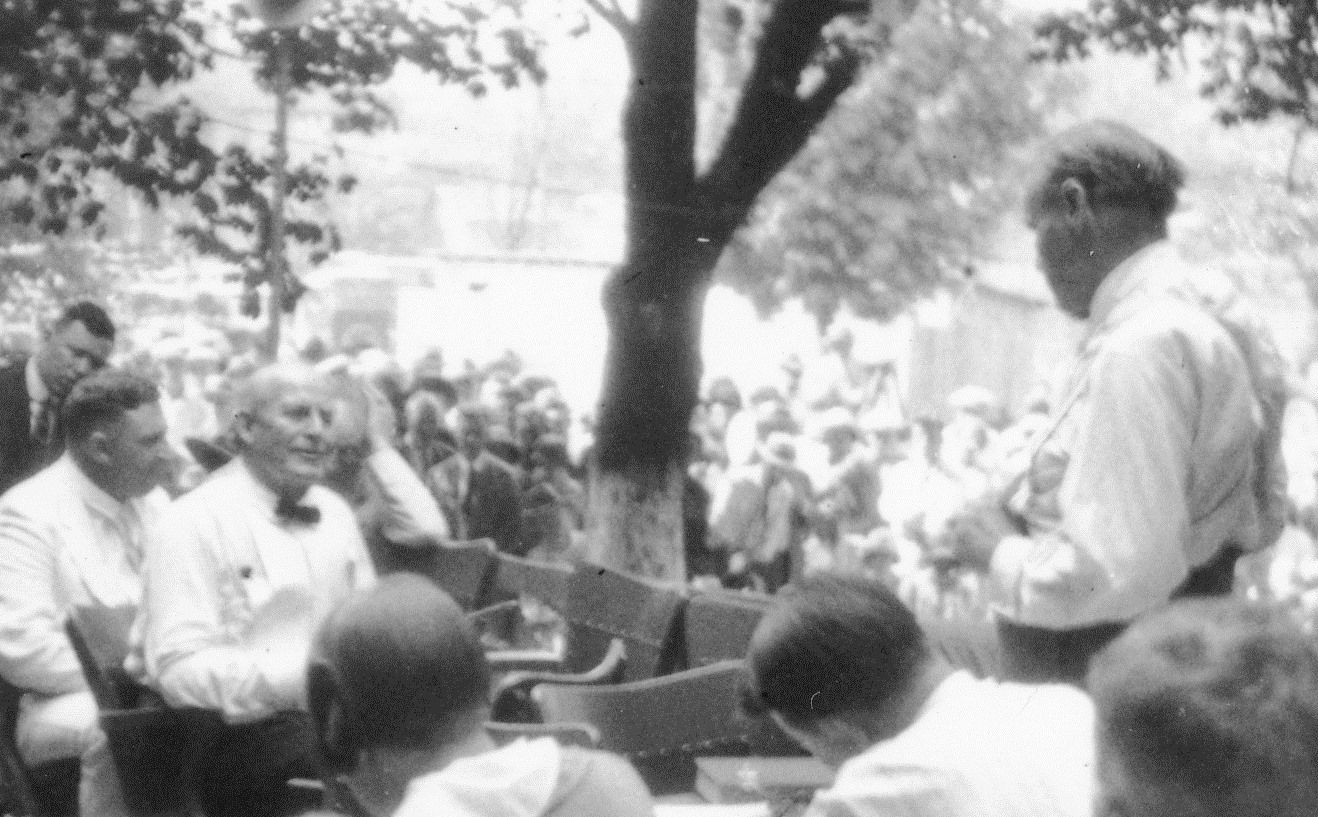
Lors du procès, William Jennings Bryan (assis, à gauche) est interrogé par Clarence Darrow (debout, à droite).

Le procès Scopes, plus connu sous le nom de procès du singe (Scopes Monkey Trial), est un procès qui eut lieu à Dayton (Tennessee) aux États-Unis du 10 au 21 juillet 1925 et qui opposa les fondamentalistes chrétiens, défendus par le procureur et homme politique William Jennings Bryan, aux libéraux défendus par Clarence Darrow.
Le jugement a vu la condamnation de John Thomas Scopes, professeur de l'école publique de Dayton soutenu par l'Union américaine pour les libertés civiles, au versement d'une amende de cent dollars pour avoir enseigné la théorie de l'évolution à ses élèves en dépit d'une loi de l'État du Tennessee, le Butler Act, interdisant aux enseignants de nier « l'histoire de la création divine de l'homme, telle qu'elle est enseignée dans la Bible ».
Le procès, qui était un stratagème des libéraux pour faire abolir le Butler Act, a connu une résonance dans tout le pays et, bien que Scopes ait été condamné, la victoire médiatique est généralement attribuée aux évolutionnistes. Le Butler Act restera quant à lui en vigueur jusqu'en 1967.

## Contexte
En 1859, Charles Darwin publie De l'origine des espèces en Angleterre. À l'origine de la théorie de l'évolution, l'ouvrage explique que la diversité des espèces actuelles est le fruit d'une évolution au cours du temps guidé par la sélection naturelle. La théorie amène alors une autre idée, celle que l'homme et le singe partagent un ancêtre commun. Une idée en contradiction avec l'interprétation littérale des récits bibliques qui affirment que l'homme a été créé par Dieu et qu'il occupe une place à part par rapport aux autres animaux qui lui sont moralement inférieurs. Cependant, après quelques réactions hostiles conséquentes au choc initial, les milieux religieux se montrent plutôt réceptifs à la théorie, encouragés par l'essor moderniste et économique qui a lieu aux États-Unis.
Soixante ans plus tard, dans les années 1920, la Première Guerre mondiale a montré que les progrès scientifiques n'étaient pas toujours bénéfiques et l'après-guerre est témoin d'un relâchement des mœurs (« années folles »). De plus, le darwinisme a pâti de l'interprétation qu'en ont faite certains officiers prussiens pour clamer leur supériorité pendant la guerre. Pour les fondamentalistes religieux, il s'agit là d'autant de preuves d'un affaiblissement des valeurs de la chrétienté dont la cause serait la théorie de Darwin qui motiverait l'homme à se rapprocher de ses mauvais instincts animaux.
La société américaine est donc tiraillée entre progressistes et traditionalistes. De plus, la théorie commence à être enseignée dans les écoles publiques américaines. En 1925, plusieurs États de la Bible Belt, dont celui du Tennessee, prennent parti en établissant le Butler Act, une loi interdisant « à tout enseignant d'université, d'école normale ou de toute autre institution publique, financée entièrement ou partiellement par les fonds d'État, d'enseigner une théorie qui nie l'histoire de la création divine de l'homme, telle qu'elle est enseignée dans la Bible, et qui prétend que l'homme descend d'un ordre inférieur d'animaux. ».

## Faits
Inquiétée par cette législation, l'ACLU (American Civil Liberties Union) élabore rapidement un stratagème pour casser la loi. Pour cela, l'ACLU compte sur une procédure américaine qui veut qu'un citoyen condamné puisse faire appel et passer devant la Cour suprême de l'État qui examine alors si la loi en vigueur est constitutionnelle ou non. En s'appuyant sur le premier amendement de la Constitution des États-Unis, l'ACLU espère que la Cour suprême juge ainsi le Butler Act anticonstitutionnel.
Pour trouver quelqu'un qui accepte d'enfreindre la loi, l'ACLU fait simplement passer une demande dans les petites annonces en proposant de défendre quiconque enseignera la théorie de l’évolution malgré cette loi. C'est un homme d'affaires de Dayton qui répond, pensant qu'un procès permettrait de promouvoir sa ville d'adoption. Avec d'autres notables locaux, il parvient à convaincre le nouveau professeur de sciences naturelles John Thomas Scopes, âgé de 24 ans, d'affirmer enseigner la théorie de Darwin, et prévient les autorités.

## Médiatisation
L'affaire est rapidement l’objet d’un vif intérêt médiatique d'envergure nationale, accentué par la notoriété des avocats des deux camps. The Nation parle d'un « retour aux jours de l'Inquisition. » Le journaliste H. L. Mencken publie nombre d'articles sur ce procès dans le Baltimore Sun, dénonçant le puritanisme américain. De son côté, la communauté scientifique s'est peu mobilisée au cours de l'affaire.
Le mois précédant le procès, la ville de Dayton s'est largement préparée à l'évènement. Contrairement à ce qu'on pourrait penser, loin d'être farouchement créationnistes, les habitants éprouvent plutôt de la curiosité, ce qui surprend les journalistes envoyés sur place[réf. nécessaire]. Pour l'occasion, des haut-parleurs sont installés à l'extérieur du tribunal pour retransmettre le procès.
Le procès commence le 10 juillet et dure huit jours. Quelque 3 000 visiteurs et plusieurs centaines de journalistes sont venus assister à l'évènement qui est le premier procès nationalement radiodiffusé de l’Histoire.

## Déroulement du procès

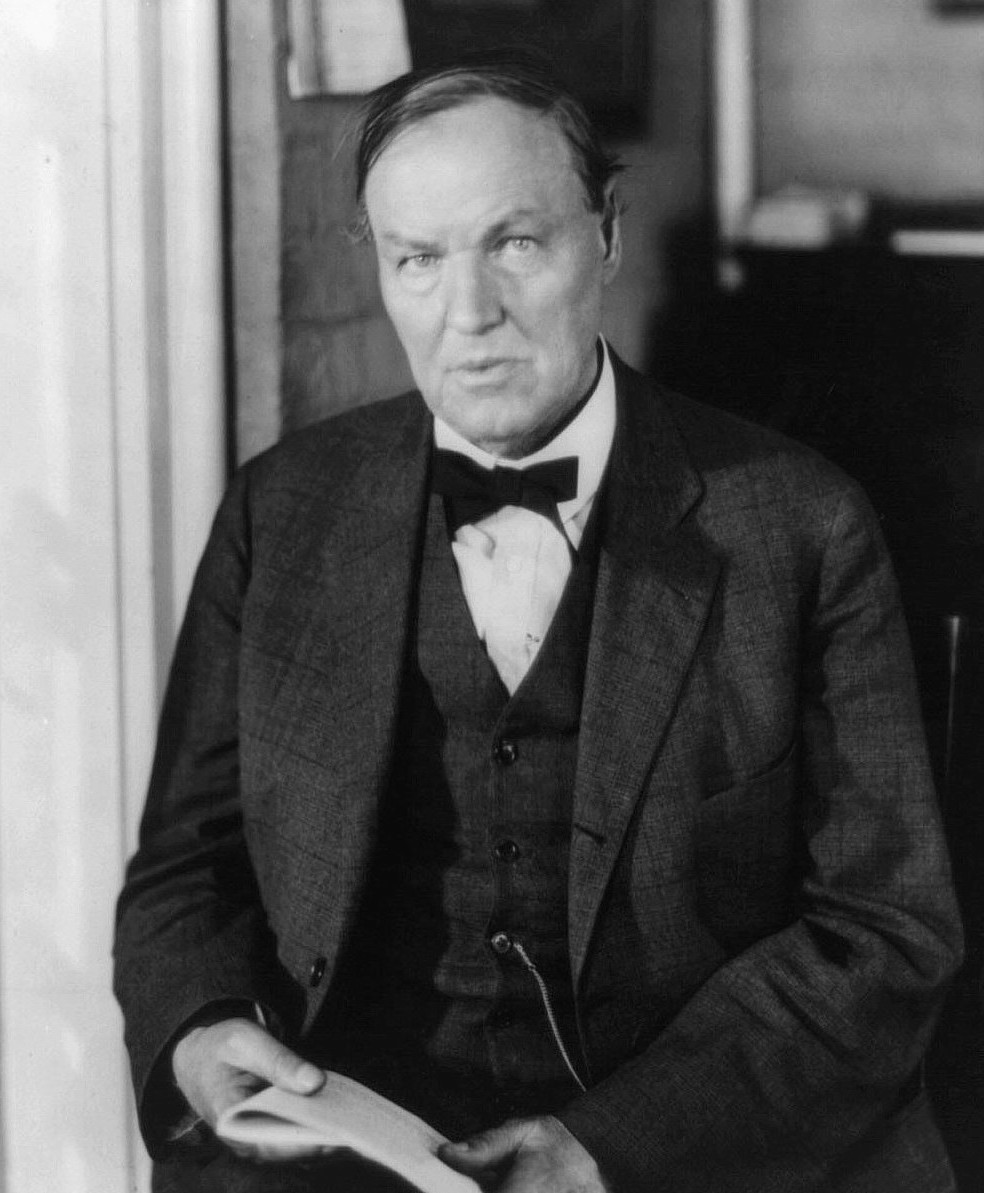
Clarence Darrow, avocat de la défense.

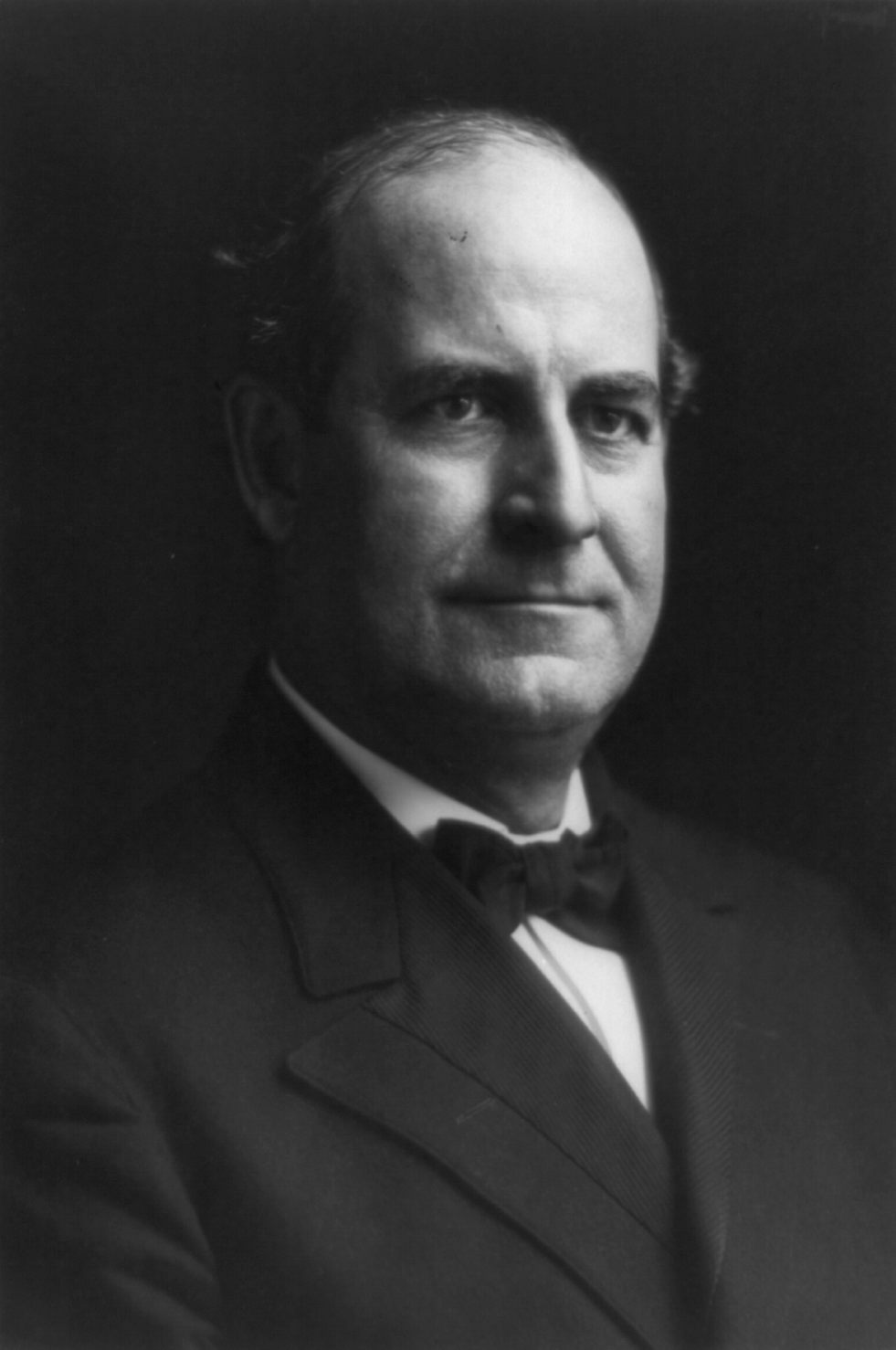
William Jennings Bryan, représentant de l'État du Tennessee et partisan du créationnisme.

L'État du Tennessee est représenté par l'avocat et ancien ministre William Jennings Bryan qui est engagé depuis la fin de la guerre dans la lutte anti-évolutionniste. En apprenant la nouvelle, l'ACLU recrute Clarence Darrow, célèbre avocat réputé de gauche, et Dudley Field Malone, pour défendre John Scopes. Darrow s'était illustré l'année précédente en évitant la peine capitale à deux jeunes garçons accusés d'avoir tué un adolescent parce qu'ils se considéraient comme des « surhommes » ; Darrow avait alors plaidé le manque de discernement des jeunes garçons, intoxiqués selon lui par les théories préexistentialistes de Nietzsche enseignées à l’université[réf. nécessaire].
Contrairement aux attentes des habitants de Dayton, le débat ne s'orientera jamais sur les discussions scientifiques et métaphysiques et préférera se concentrer sur les questions concrètes visant à déterminer si Scopes a bien enseigné la théorie défendue.
La stratégie initiale de la défense est de montrer que l’évolution ne contredit pas la Bible ; mais le juge refuse que des scientifiques spécialistes de l’évolution soient appelés à témoigner, la question étant simplement de savoir si Scopes a ou non violé une loi du Tennessee. Par ailleurs, Bryan affirme qu’il faut en rester au cas de Scopes et de l’enseignement de théories malsaines en prenant même pour exemple la plaidoirie de Darrow dans l'affaire Leopold et Loeb. En réponse, Malone se lance dans une plaidoirie sur la liberté d'enseigner face aux dangers de l’Inquisition religieuse, où il affirme notamment : « Je n’ai jamais appris quoi que ce soit d’un homme qui soit d'accord avec moi. »
Face au refus du juge d’examiner les arguments scientifiques, la défense décide d'attaquer la Bible elle-même en mettant en avant ses contradictions. Darrow demande alors au représentant du camp adverse, Bryan, de venir témoigner à la barre en tant que spécialiste de la Bible. Bien que rien ne l'y oblige, Bryan accepte par fierté. Pendant près d’une heure et demie, Darrow enchaîne les questions sur la rationalité de la Bible : si Adam et Ève étaient seuls au monde, comment leur fils Caïn a-t-il pu trouver une femme ? Les poissons ont-ils été noyés eux aussi lors du déluge ? Comment les jours de 24 heures s’écoulaient-ils avant la création du Soleil le 4e jour ? Pris au piège, Bryan ne parvient pas à fournir de réponse valable.
Finalement, Darrow parvient à faire admettre à Bryan que la Création a pu durer plusieurs millions d’années, en considérant que les six jours de la Genèse sont en fait six périodes. Ce qui revient à remettre en cause l'interprétation littérale de la Bible.
Bryan fut aussi confronté par plusieurs scientifiques (dont le professeur H. H. Newman de l'université de Chicago) lui opposant en particulier la « preuve » que constituait la découverte de « l'Homme du Nebraska ». Bryan demanda un surcroît de temps et d'informations. Lors d'une séance ultérieure, Clarence Darrow, l'avocat du procès Scopes éleva triomphalement le journal représentant « l'Homme du Nebraska » en disant que cette toute dernière « preuve scientifique » prouvait que Bryan était un imbécile de croire en la Bible. Ce n'est qu'après le procès qu'il fut découvert que la dent fossile sur laquelle avait été bâti « l'Homme du Nebraska » appartenait à une espèce disparue de pécari et non pas à un hominidé.
Le jour du jugement, le juge considère que Scopes a violé la loi et le condamne à payer l'amende minimale de cent dollars. Le 14 juillet 1927, la Cour suprême de Nashville annule le jugement au motif que l'amende aurait dû être fixée par le jury et non par le seul juge. L'attorney renonce à un second procès, ce qui prive Darrow de la possibilité de faire appel devant cette Cour sur la constitutionnalité de la loi. Le Butler Act restera en vigueur jusqu’en 1967.
Pour fêter la fin du procès, un grand bal populaire est organisé où sont conviés journalistes, avocats et Daytoniens. Cinq jours plus tard, Bryan meurt dans son sommeil.

## Après le procès
Bien que les créationnistes aient remporté le procès, la victoire médiatique est néanmoins généralement accordée aux évolutionnistes, notamment grâce à la prestation de Darrow et son interrogatoire de Bryan et à la modeste condamnation de Scopes. De plus, le procès donna des États du Sud une image archaïque et obscurantiste.
L'énorme retentissement du procès a fait de celui-ci une référence récurrente dans les débats entre évolutionnistes et créationnistes (et plus récemment des partisans du dessein intelligent). Le procès en est même venu à symboliser l'opposition ancienne entre l'obscurantisme et la science.
Par la suite, deux autres procès ont opposé évolutionnistes et anti-évolutionnistes aux États-Unis, parfois surnommés les « deuxième » et « troisième procès du singe ». Le second procès est le procès de Little Rock en 1982 et le troisième est le procès de Dover en 2005 (qui opposa cette fois évolutionnistes et défenseurs du dessein intelligent). Dans les deux cas, le procès a été remporté par les évolutionnistes.
De nombreux autres débats ont eu lieu entre les créationnistes et les évolutionnistes comme la polémique d'Oxford entre Thomas Huxley, grand défenseur de Darwin, et Samuel Wilberforce, opposant à la théorie de l'évolution. Aux États-Unis, le sujet fait toujours polémique. Avec, entre autres, l'aide du Discovery Institute, et en s'appuyant sur la stratégie du coin définie par Phillip E. Johnson, les tenants du néo-créationnisme essaient régulièrement d'imposer par voie légale ou judiciaire que le créationnisme ou le dessein intelligent soient enseignés comme des théories de valeur scientifique équivalente à celle de la théorie de l'évolution, mais se heurtent généralement aux partisans de l'approche scientifique. Ainsi on considère souvent comme emblématique de cette question l'affaire Kitzmiller v. Dover Area School où des parents d'élèves étaient parvenus à obtenir gain de cause devant un juge auprès duquel ils contestaient la décision d'une école publique de district qui tentait d'obliger l'enseignement en classe de sciences de présenter la théorie du dessein intelligent comme une alternative scientifique à la théorie darwinienne.

## Dans la culture populaire
La série de dessins animés Futurama créée par Matt Groening a revisité à sa manière le procès du singe et les débats entre créationnistes et évolutionnistes dans l'épisode A clockwork origin.

## Sources
- Gordon Golding, Le Procès du singe : la Bible contre Darwin, Bruxelles, éditions Complexes.
- Tom Roud, Le procès du singe, 4 septembre 2007.
- Jérémie Pottier, Dossier : le procès du singe, Réflexiences.
- Stephen Jay Gould, La dernière campagne de William Jennings Bryan, in La Foire aux dinosaures, Points sciences, 1993

### Filmographie
- 1960 : Procès de singe de Stanley Kramer (inspiré de la pièce Inherit the Wind (en) de Jerome Lawrence (en) et Robert E. Lee (en), jouée pour la première fois à Dallas, puis à Broadway, en 1955[8]), prend pour objet ce procès.